# Российские мясопродукты
Российские мясопродукты — холдинг, ведущий предпринимательскую деятельность в нескольких российских регионах. Один из крупнейших мясопереработчиков России. Головной офис расположен в Новосибирске.

## История
История холдинга началась в 1996 году, в тот период Виталий Штабный, будущий генеральный директор холдинга, возглавил небольшую мясоперерабатывающую компанию, её цех площадью около 200 м² находился в помещении, арендованном у новосибирского предприятия «Экран», количество производимой продукции составляло всего 300 кг в сутки.
Увеличение спроса на продукцию компании привело к необходимости производственной модернизации и повышению мощностей. В 2002—2003 годах компания приобретает в Республике Алтай Соузгинский и Усть-Коксинский заготовительные комплексы.
В 2004 году холдинг запускает в Красноярске завод, выпускающий в сутки 80 тонн продукции.
В 2006 году зарегистрирована компания «Российские мясопродукты», в её структуре были организованы восемь дирекций: управления персоналом, маркетинга и сбыта, логистики, информационных технологий, безопасности, инноваций и развития, производственно-техническая и финансово-экономическая службы.
В 2009 году «Российские мясопродукты», приобрели у Новосибирского мясоконсервного комбината все производственные мощности по изготовлению колбасной продукции общей площадью около 42 000 м², а также прилегающую территорию и объекты инфраструктуры.

## Холдинговые предприятия
- «Сибирская продовольственная компания» — производитель колбасных изделий. Компания была основана в 1994 году в Новосибирске[4]. В состав СПК входят предприятия и мясозаготовительные комплексы в нескольких российских регионах[5].

- «Краснозерский мясозаготовительный комплекс» — единственный объект, построенный холдингом самостоятельно[2].

## Собственники и руководство
Холдингом владеют на паритетной основе Николай и Алексей Зенковы.